# Bill Rodgers
William "Bill" Henry Rodgers (Hartford, 23 de dezembro de 1947) foi um dos maiores maratonistas do mundo nos anos 1970, quando venceu por quatro vezes a Maratona de Boston e a Maratona de Nova Iorque. Prejudicado pelo boicote dos Estados Unidos aos Jogos Olímpicos de Moscou em 1980, quando se encontrava no auge de sua forma, nunca pôde lutar por uma medalha olímpica.
Esteve no Brasil no começo dos anos 80, vencendo a Maratona do Rio de Janeiro em 1981.